# Xavier Musquera
Pour les articles homonymes, voir Chris.
Xavier Musquera, né le 26 décembre 1942 à Barcelone, et décédé le 9 décembre 2009, est un dessinateur espagnol de bandes dessinées. Il signe aussi sous le pseudonyme de Chris.

## Biographie
En 1959, à 17 ans, il publie ses premiers dessins. Après avoir travaillé pour les éditeurs Thomson en Angleterre et Mondadori en Italie, il s’oriente vers la BD érotique et fait paraître, sous le pseudonyme « Chris », diverses collections comme « Dossier X », « Série Jaune », « Série Rouge ». En parallèle avec des séries érotiques, Musquera dessine de grandes fresques historiques comme l'Ancien Testament, et Les Navigateurs de François Ier, publiés dans la collection « Histoire de France en bandes dessinées » chez Larousse en 1977. 
Sollicité par le marché franco-belge, il quitte Barcelone et part s’installer à Bruxelles avec Pepita, son épouse. Il apprend le français et rencontre Jean Dufaux avec lequel il publie le premier tome de la série Melly Brown, Les Champs de l'Enfer en 1985, aux Éditions du Miroir, Lucius, le sourire de la Murène, aux Éditions des Archers en 1986, et le deuxième tome de Melly Brown, Les Fusils de la colère en 1987, aux éditions du Lombard. 
Entre 1986 et 1989, il dessine trois albums de la série Peggy Press, sur des scénarios d’André-Paul Duchâteau, qui paraissent chez Armonia. Il confie les lettrage et la mise en couleurs de ses planches à son ami Jacques Kievits qu’il a rencontré au Lombard. Toujours avec Duchâteau, il donne une version BD à L'assassin habite au 21, classique du roman policier de S.A. Steeman.
À partir de 1996, Il délaisse peu à peu la bande dessinée franco-belge et retourne vivre à Barcelone, sa ville d’origine, où il travaille pour de nombreuses agences de publicité. Passionné de littérature médiévale, il écrit dans les années 2000 de nombreux essais et romans sur le sujet. Toujours actif dans l’édition et dans la publicité, Xavier Musquera meurt subitement le 9 décembre 2009, à 67 ans.

## Publications en français
- 1 Envahisseurs sur Janus, Deligne, Bruxelles, 1981
Scénario : Stephen Desberg - Dessin : Xavier Musquera - n&b
- 1 Omega, Deligne, Bruxelles, 1982
Scénario et dessin : Xavier Musquera - Le t.2 annoncé au 2e plat n'est jamais paru
- Lady Travel, CAP, coll. « Bédé Adult' » :

1. Lady Travel, 1991[1].

- Miss Traval, 1992.